# Jacinto Landing
Jacinto Landing ist ein Ort im Toledo District in Belize, Mittelamerika.

## Geografie
Der Ort liegt zusammen mit Cuxlin Ha südöstlich von Dump, abseits des Southern Highway. In dem Gebiet verläuft der Jacinto Creek.
Im Umkreis des Ortes erstreckt sich ein ausgedehntes Regenwald-Mangroven-Gebiet.

## Klima
Nach dem Köppen-Geiger-System zeichnet sich Jacinto Landing durch ein tropisches Klima mit der Kurzbezeichnung Am aus.